# Кіперешть
Кіперешть, Кіперешті (рум. Chiperești) — село у повіті Ясси в Румунії. Входить до складу комуни Цецора.
Село розташоване на відстані 324 км на північний схід від Бухареста, 13 км на схід від Ясс.

## Населення
За даними перепису населення 2002 року у селі проживали 327 осіб, усі — румуни. Усі жителі села рідною мовою назвали румунську.